# Andy Sutton
Andrew Cameron „Andy“ Sutton (* 10. März 1975 in Kingston, Ontario) ist ein ehemaliger kanadischer Eishockeyspieler, der im Verlauf seiner aktiven Karriere zwischen 1994 und 2013 unter anderem 687 Spiele für die San Jose Sharks, Minnesota Wild, Atlanta Thrashers, New York Islanders, Ottawa Senators, Anaheim Ducks und Edmonton Oilers in der National Hockey League auf der Position des Verteidigers bestritten hat.

## Karriere
Sutton begann seine Karriere 1994 an der Michigan Technological University mit deren Universitätsteam er vier Jahre in der Western Collegiate Hockey Association der National Collegiate Athletic Association. Nach Problemen in den ersten drei Spieljahren, die vor allem von seiner Größe von 1,98 Metern und einem Gewicht von 111 Kilogramm herrührten, schaffte es der Kanadier in seinem letzten Jahr sich zu einem, für seine physischen Voraussetzungen, mobilen Verteidiger zu entwickeln. So erreichte er in seinem letzten Jahr 40 Scorerpunkte, nachdem ihm in den drei Vorjahren lediglich 16 Punkte gelungen waren. Die Leistung wurde mit der Berufung ins Second All-Star Team der Western Collegiate Hockey Association belohnt und seinem ersten Profivertrag bei den San Jose Sharks, die den ungedrafteten Sutton nach Abschluss der College-Saison verpflichteten und ihn bei den Kentucky Thoroughblades, ihrem Farmteam in der American Hockey League, einsetzten.

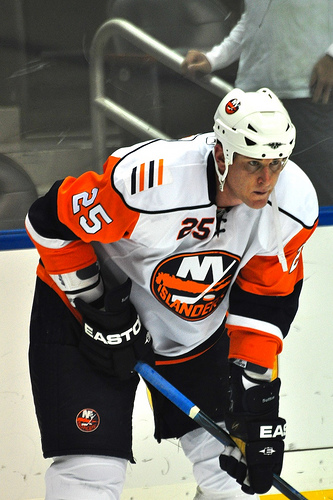
Sutton im Trikot der New York Islanders (2008)

Während der Saison 1998/99 konnte sich der Verteidiger ein Drittel der Spielzeit im NHL-Kader halten, ehe er erneut für die Thoroughblades spielen musste. Die Spielzeit 1999/00 verbrachte Sutton erneut zwischen Kentucky und San Jose. Im Juni 2000 transferierten ihn die Sharks dann zu den Minnesota Wild, wo sich der Kanadier in der Saison 2000/01 einen Stammplatz erarbeiten konnte. Nach nur wenigen Spielen in der darauffolgenden Saison gaben ihn die Wild für Hnat Domenichelli zu den Atlanta Thrashers ab, in deren Kader sich Sutton bis zum Ende der Saison 2006/07 zu einer festen Größe entwickeln konnte, die inzwischen auch in der Offensive Akzente setzen konnte. Sein fünfjähriges Engagement bei den Thrashers wurde nur durch einen Wechsel in die Schweiz während der Saison 2004/05 unterbrochen, da die NHL-Saison dem Lockout zum Opfer gefallen war. In der Schweiz unterschrieb er zunächst einen Vertrag bei den GCK Lions aus der Nationalliga B, die ihn im Saisonverlauf an die ZSC Lions aus der Nationalliga A ausliehen.
Im Sommer 2007 verlängerte Sutton seinen auslaufenden Vertrag bei den Atlanta Thrashers nicht und testete den Free Agent-Markt. Schließlich wechselte er zu den New York Islanders. Da sein Vertrag nach zwei Jahren am Ende der Spielzeit 2009/10 auslief, transferierten ihn die Islanders für ein Wahlrecht der zweiten Draftrunde Anfang März 2010 zu den Ottawa Senators. Im August 2010 unterzeichnete er einen auf zwei Jahre befristeten Vertrag bei den Anaheim Ducks.
Am 1. Juli 2011 transferierten ihn die Kalifornier im Austausch für Kurtis Foster zu den Edmonton Oilers. Nachdem er in der Saison 2011/12 noch einige Spiele bestritten hatte, musste er die komplette Saison 2012/13 wegen einer Knieverletzung aussetzen. Infolgedessen gab er am 22. Mai 2013 offiziell das Ende seiner Karriere bekannt.

## Erfolge und Auszeichnungen
- 1998 WCHA Defensive Player of the Year
- 1998 WCHA Second All-Star Team

## Karrierestatistik
(Legende zur Spielerstatistik: Sp oder GP = absolvierte Spiele; T oder G = erzielte Tore; V oder A = erzielte Assists; Pkt oder Pts = erzielte Scorerpunkte; SM oder PIM = erhaltene Strafminuten; +/− = Plus/Minus-Bilanz; PP = erzielte Überzahltore; SH = erzielte Unterzahltore; GW = erzielte Siegtore; 1 Play-downs/Relegation; Kursiv: Statistik nicht vollständig)